# Harpalus (geslacht)
Harpalus is een geslacht van kevers uit de familie van de loopkevers (Carabidae). De wetenschappelijke naam van het geslacht is voor het eerst geldig gepubliceerd in 1802 door Latreille.

## Soorten
Het geslacht Harpalus omvat de volgende soorten:
- Harpalus actiosus Casey, 1914
- Harpalus acupalpoides Reitter, 1900
- Harpalus adenticulatus Huang, 1992
- Harpalus aeneipennis (Faldermann, 1836)
- Harpalus aenigma (Tschitscherine, 1897)
- Harpalus aequicollis Motschulsky, 1844
- Harpalus aesculanus Pantel, 1888
- Harpalus affinis (Schrank, 1781)
- Harpalus agakhaniantzi (Mikhailov, 1972)
- Harpalus akinini Tschitscherine, 1895
- Harpalus alajensis Tschitscherine, 1898
- Harpalus albanicus Reitter, 1900
- Harpalus alexandrae Kataev, 1990
- Harpalus alexeevi Kataev, 1990
- Harpalus alienus Bates, 1878
- Harpalus alpivagus Tschitscherine, 1899
- Harpalus amarellus Bates, 1891
- Harpalus amariformis Motschulsky, 1844
- Harpalus amplicollis Menetries, 1848
- Harpalus amputatus Say, 1830
- Harpalus anatolicus Tschitscherine, 1898
- Harpalus angulatus Putzeys, 1878
- Harpalus angustipennis Boheman, 1848
- Harpalus angustitarsis Reitter, 1887
- Harpalus animosus Casey, 1924
- Harpalus anisodactyliformis Solsky, 1874
- Harpalus antonowi (Tschitscherine, 1898)
- Harpalus anxioides Kataev, 1991
- Harpalus anxius (Duftschmid, 1812)
- Harpalus aogashimensis (Habu, 1957)
- Harpalus apache Kataev, 2010
- Harpalus araraticus Mlynar, 1979
- Harpalus arcuatus Tschitscherine, 1898
- Harpalus arnoldii Kataev, 1988
- Harpalus ascetes Kataev & Wrase, 1997
- Harpalus asemus Basilewsky, 1946
- Harpalus asphaltinus Roth, 1851
- Harpalus aterrimus Casey, 1914
- Harpalus atratus Latreille, 1804
- Harpalus atrichatus Hatch, 1949
- Harpalus atripes Casey, 1914
- Harpalus attenuatus Stephens, 1828
- Harpalus australasiae Dejean, 1829
- Harpalus autumnalis (Duftschmid, 1812)
- Harpalus azumai Habu, 1968
- Harpalus babai Habu, 1973
- Harpalus badakschanus Jedlicka, 1956
- Harpalus baleensis Clarke, 1973
- Harpalus balli Noonan, 1991
- Harpalus basanicus J.R. Sahlberg, 1911
- Harpalus basilewskyi Facchini, 2003
- Harpalus basuto Basilewsky, 1958
- Harpalus bellieri Reiche, 1861
- Harpalus beneshi Kataev & Wrase, 1997
- Harpalus bitinctus Jeannel, 1948
- Harpalus brachypterus Tschitcherine, 1898
- Harpalus brevicornis Germar, 1824
- Harpalus brevis Motschiulsky, 1844
- Harpalus breviusculus Chaudoir, 1846
- Harpalus brunnipes Dejean, 1829
- Harpalus bucharicus Tschitscherine, 1898
- Harpalus bungii Chaudoir, 1844
- Harpalus caeruleatus Bates, 1878
- Harpalus caiphus Reiche & Saulcy, 1855
- Harpalus calathoides Motschulsky, 1844
- Harpalus calceatus (Duftschmid, 1812)
- Harpalus caliginosus (Fabricius, 1775)
- Harpalus capicola Dejean, 1829
- Harpalus capito A.Morawitz, 1862
- Harpalus cardoni Antoine, 1922
- Harpalus caspius (Steven, 1806)
- Harpalus cautus Dejean, 1829
- Harpalus cephalotes Fairmaire & Laboulbene, 1854
- Harpalus chalcentus Bates, 1873
- Harpalus chalcopterus Jeannel, 1948
- Harpalus chasanensis Lafer, 1989
- Harpalus chengjiangensis Huang, 1993
- Harpalus chiloschizontus Huang, 1995
- Harpalus chobautianus Lutshnik, 1922
- Harpalus chrysopus Reitter, 1887
- Harpalus cilihumerus Huang; Hu & Sun, 1994
- Harpalus circumpunctatus Chaudoir, 1846
- Harpalus cisteloides Motschulsky, 1844
- Harpalus cohni Ball, 1972
- Harpalus colchicus Motschulsky, 1850
- Harpalus compar Leconte, 1848
- Harpalus compressus Motschulsky, 1844
- Harpalus contemptus Dejean, 1829
- Harpalus convexus Faldermann, 1836
- Harpalus cordifer Notman, 1919
- Harpalus coreanus (Tschitscherine, 1895)
- Harpalus corporosus (Motschulsky, 1861)
- Harpalus corpulentus (Casey, 1914)
- Harpalus corrugatus Basilewsky, 1958
- Harpalus crates Bates, 1883
- Harpalus cupreus Dejean, 1829
- Harpalus cursorius Peringuey, 1896
- Harpalus cyanopterus (Tschitscherine, 1897)
- Harpalus cyclogonus Chaudoir, 1844
- Harpalus cyrtonotoides Notman, 1919
- Harpalus danieli Reitter, 1900
- Harpalus davidi (Tschitscherine, 1897)
- Harpalus davidianus Tschitscherine, 1903
- Harpalus decipiens Dejean, 1829
- Harpalus defector Peringuey, 1896
- Harpalus demelti Korge, 1962
- Harpalus desertus Leconte, 1859
- Harpalus diligens Tschitscherine, 1898
- Harpalus dimidiatus (P. Rossi, 1790)
- Harpalus disaogashimensis Huang In Huang & Zhang, 1995
- Harpalus disimuciulus Huang; Lei; Yan & Hu, 1996
- Harpalus dispar Dejean, 1829
- Harpalus dissitus Antoine, 1931
- Harpalus distinguendus (Duftschmid, 1812)
- Harpalus diversicollis Basilewsky, 1958
- Harpalus dubius Boheman, 1848
- Harpalus dudkoi Kataev, 2011
- Harpalus durangoensis Bates, 1891
- Harpalus ebeninus Heyden, 1870
- Harpalus eberlovi O. Berlov, 1996
- Harpalus egenus Dejean, 1829
- Harpalus egorovi Lafer, 1989
- Harpalus ellipsis Leconte, 1848
- Harpalus eous Tschitscherine, 1901
- Harpalus eraticus Say, 1823
- Harpalus erosus Mannerheim, 1825
- Harpalus erythropus Dejean, 1829
- Harpalus euchlorus Menetries, 1839
- Harpalus exiguus Boheman, 1848
- Harpalus famelicus Tschitscherine, 1898
- Harpalus farkaci Kataev & Wrase, 1995
- Harpalus faunus Say, 1823
- Harpalus ferghanensis Tschitscherine, 1899
- Harpalus fimetarius Dejean, 1829
- Harpalus flavescens (Piller & Mitterpacher, 1783)
- Harpalus flavicornis Dejean, 1829
- Harpalus fokienensis Schauberger, 1930
- Harpalus foveiger Tschitscherine, 1895
- Harpalus franzi Mateu, 1954
- Harpalus frater Chaudoir, 1876
- Harpalus fraternus Leconte, 1852
- Harpalus froelichii Sturm, 1818
- Harpalus fukiensis Jedlicka, 1956
- Harpalus fulgens Csiki, 1932
- Harpalus fulvicornis Thunberg, 1806
- Harpalus fulvilabris Mannerheim, 1853
- Harpalus fulvipennis Chaudoir, 1843
- Harpalus fulvus Dejean, 1829
- Harpalus fuscicornis Menetries, 1832
- Harpalus fuscipalpis Sturm, 1818
- Harpalus fuscipennis Wiedemann, 1825
- Harpalus fuscoaeneus Dejean, 1829
- Harpalus ganssuensis Semenov, 1889
- Harpalus giacomazzoi Kataev & Wrase, 1996
- Harpalus gilgil Basilewsky, 1946
- Harpalus gisellae Csiki, 1932
- Harpalus glasunovi Kataev, 1987
- Harpalus gravis Leconte, 1858
- Harpalus gregoryi Alluaud, 1917
- Harpalus grilli Kataev, 2001
- Harpalus griseus (Panzer, 1796)
- Harpalus hartmanni Kataev, 2001
- Harpalus hatchi Ball & Anderson, 1962
- Harpalus hauserianus Schauberger, 1929
- Harpalus herbivagus Say, 1823
- Harpalus heyrovskyi Jedlicka, 1928
- Harpalus hiekei Kataev & Wrase, 2010
- Harpalus hirtipes (Panzer, 1796)
- Harpalus honestus (Dufischmid, 1812)
- Harpalus hospes Sturm, 1818
- Harpalus huachuca Ball, 1972
- Harpalus hybridus Boheman, 1848
- Harpalus hypogeomysis Huang, 1993
- Harpalus idiotus Bates, 1889
- Harpalus imerinae Jeannel, 1948
- Harpalus impressicollis Jeannel, 1948
- Harpalus impressus Roth, 1851
- Harpalus inconcinnus Chaudoir, 1876
- Harpalus indianus Csiki, 1932
- Harpalus indicola Bates, 1878
- Harpalus indicus Bates, 1891
- Harpalus indigens Casey, 1924
- Harpalus inexspectatus Kataev, 1989
- Harpalus ingenuus Tschitscherine, 1898
- Harpalus innocuus Leconte, 1863
- Harpalus italus Schaum, 1860
- Harpalus janinae Jeanne, 1984
- Harpalus jeanneli Basilewsky, 1946
- Harpalus jordanus Jedlicka, 1964
- Harpalus jureceki (Jedlicka, 1928)
- Harpalus kabakianus Kataev, 1988
- Harpalus kabakovi Kataev, 1987
- Harpalus kadleci Kataev & Wrase, 1995
- Harpalus kadyrbekovi Kataev, 1988
- Harpalus kagyzmanicus Kataev, 1984
- Harpalus kailiensis Huang, 1992
- Harpalus kandaharensis Jedlicka, 1956
- Harpalus karamani Apfelbeck, 1902
- Harpalus karokorum Jedlicka, 1958
- Harpalus katiae F.battoni, 1985
- Harpalus kazanensis Jedlicka, 1958
- Harpalus kaznakovi Kataev & Wrase, 1997
- Harpalus kibonoti Alluaud, 1926
- Harpalus kirgisicus Motschulsky, 1844
- Harpalus kiritshenkoi Kataev, 1990
- Harpalus klapperichi Jedlicka, 1956
- Harpalus kmecoi Facchini, 2003
- Harpalus koshiensis Kirschenhofer, 1992
- Harpalus kozlovi Kataev, 1993
- Harpalus kryzhanovskii Kataev, 1988
- Harpalus kunarensis Kataev, 1993
- Harpalus laetus Reiche, 1843
- Harpalus laevipes Zetterstedt, 1828
- Harpalus lama Kataev & Wrase, 1997
- Harpalus lampronotus Jeannel, 1948
- Harpalus lateralis Dejean, 1829
- Harpalus laticeps Leconte, 1850
- Harpalus latus (Linne, 1758)
- Harpalus lederi Tschitscherne, 1899
- Harpalus lethierryi Reiche, 1860
- Harpalus lewisii Leconte, 1865
- Harpalus liobasis Chaudoir, 1868
- Harpalus litigiosus Dejean, 1829
- Harpalus longicollis Leconte, 1848
- Harpalus longihornus Lei & Huang, 1997
- Harpalus longipalmatus Mordkovitsh, 1969
- Harpalus lopezi Serrano & Lencina, 2008
- Harpalus lugubris Boheman, 1848
- Harpalus lumbaris Mannerheim, 1825
- Harpalus luteicornis (Dufischmid, 1812)
- Harpalus lutshniki Schauberger, 1932
- Harpalus macronotus Tschitscherine, 1893
- Harpalus madagascariensis Dejean, 1831
- Harpalus mairei Peyerimhoff, 1928
- Harpalus major (Motschulsky, 1850)
- Harpalus makhekensis Basilewsky, 1958
- Harpalus manas Kataev, 1990
- Harpalus marginellus Gyllenhal, 1827
- Harpalus mariae Kataev, 1997
- Harpalus martini Vandyke, 1926
- Harpalus masoreoides Bates, 1878
- Harpalus massarti Burgeon, 1935
- Harpalus mauritanicus Gaubil, 1844
- Harpalus medvedevi Kataev, 2006
- Harpalus megacephalus Leconte, 1848
- Harpalus meghalayensis Kataev, 2001
- Harpalus melancholicus Dejean, 1829
- Harpalus melaneus Bates, 1878
- Harpalus meridianus Andrewes, 1923
- Harpalus metallinus Menetries, 1836
- Harpalus metarsius Andrewes, 1930
- Harpalus meteorus Basilewsky, 1946
- Harpalus michaili Kataev, 1990
- Harpalus michailovi Kataev, 1987
- Harpalus microdemas Schauberger, 1932
- Harpalus microthorax (Motschulsky, 1849)
- Harpalus miles Peringuey, 1896
- Harpalus minutulus Kataev & Liang, 2004
- Harpalus mitridati Pliginskiy, 1915
- Harpalus mlynari Kataev, 1990
- Harpalus modestus Dejean, 1829
- Harpalus morvani Kataev, 2001
- Harpalus muciulus Huang, 1992
- Harpalus nanniscus Peringuey, 1896
- Harpalus natalensis Boheman, 1848
- Harpalus natalicus Peringuey, 1896
- Harpalus neglectus Audinet-Serville, 1821
- Harpalus nevadensis K. Daniel & J. Daniel, 1898
- Harpalus nigrans A. Morawitz, 1862
- Harpalus nigritarsis C.R. Sahlberg, 1827
- Harpalus numidicus Bedel, 1893
- Harpalus nyassicus Basilewsky, 1946
- Harpalus obliquus G.Horn, 1880
- Harpalus oblitus Dejean, 1829
- Harpalus obnixus Casey, 1924
- Harpalus obtusiusculus Jeannel, 1948
- Harpalus ochropus Kirby, 1837
- Harpalus oodioides Dejean, 1829
- Harpalus opacipennis (Haldemann, 1843)
- Harpalus optabilis Dejean, 1829
- Harpalus ovtshinnikovi Kataev, 1990
- Harpalus pachys Jeannel, 1948
- Harpalus paivanus Wollaston, 1867
- Harpalus pallidipennis A. Morawitz, 1862
- Harpalus pallipes Chaudoir, 1837
- Harpalus parasinuatus Kataev & Liang, 2007
- Harpalus paratus Casey, 1924
- Harpalus parvulus Dejean, 1829
- Harpalus pastor Motschulsky, 1844
- Harpalus penglainus Huang; Hu & Sun, 1994
- Harpalus pensylvanicus (Degeer, 1774)
- Harpalus periglabellus Huang, 1992
- Harpalus perlucens Bates, 1878
- Harpalus petri Tschitscherine, 1902
- Harpalus picipennis (Duftschmid, 1812)
- Harpalus pilosus Huang, 1995
- Harpalus plancyi Tschitscherine, 1897
- Harpalus platynotus Bates, 1873
- Harpalus plenalis Casey, 1914
- Harpalus politus Dejean, 1829
- Harpalus polyglyptus Schaum, 1862
- Harpalus poncei Will, 2001
- Harpalus potanini Tschitscherine, 1906
- Harpalus poussereaui Facchini & Giachino, 2011
- Harpalus praecurrens Schauberger, 1934
- Harpalus praticola Bates, 1891
- Harpalus procognatus Lorenz, 1998
- Harpalus progrediens Schauberger, 1922
- Harpalus prosperus Basilewsky, 1972
- Harpalus protractus Casey, 1914
- Harpalus providens Casey, 1914
- Harpalus pseudohauserianus Kataev, 2001
- Harpalus pseudophonoides Schauberger, 1930
- Harpalus pseudoserripes Reitter, 1900
- Harpalus pseudotinctulus Schauberger, 1932
- Harpalus pterostichus (Reitter, 1900)
- Harpalus puetzi Kataev & Wrase, 1997
- Harpalus pulchirinulus Reitter, 1900
- Harpalus pulvinatus Menetries, 1848
- Harpalus pumilus Sturm, 1818
- Harpalus punctatostriatus Dejean, 1829
- Harpalus puncticeps (Casey, 1914)
- Harpalus punctipennis Mulsant, 1852
- Harpalus pusillus (Motschulsky, 1850)
- Harpalus pygmaeus Dejean, 1829
- Harpalus quadratus Chaudoir, 1846
- Harpalus raphaili Kataev, 1997
- Harpalus reflexus Putzeys, 1878
- Harpalus regressus (Casey, 1914)
- Harpalus remboides Solsky, 1874
- Harpalus retractus Leconte, 1863
- Harpalus reversus Casey, 1924
- Harpalus rivalsi Jeannel, 1948
- Harpalus roninus Bates, 1873
- Harpalus rotundus Facchini, 2003
- Harpalus rougemonti Clarke, 1973
- Harpalus rubefactus Bates, 1873
- Harpalus rubripes (Dufischmid, 1812)
- Harpalus rufipalpis Sturm, 1818
- Harpalus rufipes (Degeer, 1774)
- Harpalus rufiscapus Gebler, 1833
- Harpalus rufitarsoides Schauberger, 1934
- Harpalus rufomarginatus (Boheman, 1848)
- Harpalus rumelicus Apfelbeck, 1904
- Harpalus salinulus Reitter, 1900
- Harpalus salinus Dejean, 1829
- Harpalus sanctaehelenae Basilewsky, 1972
- Harpalus saxicola Dejean, 1829
- Harpalus scabripectus Huang; Hu & Sun, 1994
- Harpalus schaumii Wollaston, 1864
- Harpalus semenowi Tschitscherine, 1901
- Harpalus sericatus Tschitscherine, 1906
- Harpalus serripes (Quensel, 1806)
- Harpalus servus (Duftschmid, 1812)
- Harpalus setiporus (Reitter, 1894)
- Harpalus seyrigi Jeannel, 1948
- Harpalus siculus Dejean, 1829
- Harpalus signaticornis (Duftschmid, 1812)
- Harpalus silipes Dejean, 1831
- Harpalus simplicidens Schauberger, 1929
- Harpalus singularis Tschitscherine, 1906
- Harpalus sinicus Hope, 1845
- Harpalus sinuatipennis Jeannel, 1948
- Harpalus sinuatus Tschitscherine, 1893
- Harpalus smaragdinus (Duftschmid, 1812)
- Harpalus smyrnensis Heyden, 1888
- Harpalus solitaris Dejean, 1829
- Harpalus somereni Basilewsky, 1946
- Harpalus somnulentus Dejean, 1829
- Harpalus spadiceus Dejean, 1829
- Harpalus spretus Peringuey, 1896
- Harpalus spurius Peringuey, 1896
- Harpalus stephani Ball, 1972
- Harpalus stevenii Dejean, 1829
- Harpalus stevensi Kataev, 2011
- Harpalus stoetznerianus Schauberger, 1932
- Harpalus strenuus Tschitscherine, 1898
- Harpalus stricticollis Jeannel, 1948
- Harpalus subaeneus Boheman, 1848
- Harpalus subcylindricus Dejean, 1829
- Harpalus subphaedrus Basilewsky, 1946
- Harpalus subtruncatus Chaudoir, 1846
- Harpalus suensoni Kataev, 1997
- Harpalus sulphuripes Germar, 1824
- Harpalus sundaicus Schauberger, 1933
- Harpalus sushenicus Kataev, 1990
- Harpalus suturangulus Reitter, 1887
- Harpalus szalliesi Kataev & Wrase, 1995
- Harpalus taciturnus Dejean, 1829
- Harpalus tadorcus Ball, 1972
- Harpalus tangutorum Kataev, 1993
- Harpalus tardus (Panzer, 1796)
- Harpalus tarsalis Mannerheim, 1825
- Harpalus tenebrosus Dejean, 1829
- Harpalus terrestris (Motschulsky, 1844)
- Harpalus texanus Casey, 1914
- Harpalus tianschanicus Semenov, 1889
- Harpalus tibeticus Andrewes, 1930
- Harpalus tichonis Jakobson, 1907
- Harpalus tinctulus Bates, 1873
- Harpalus tiridates Reitter, 1900
- Harpalus tithonus Reitter, 1900
- Harpalus torosensis Jedlicka, 1961
- Harpalus torridoides Reitter, 1900
- Harpalus trichophorus Tschitscherine, 1897
- Harpalus tridens A.Morawitz, 1862
- Harpalus triseriatus A. Fleischer, 1897
- Harpalus turcicus Jedlicka, 1958
- Harpalus turmalinus Erichson, 1847
- Harpalus udege Lafer, 1989
- Harpalus uniformis (Motschulsky, 1844)
- Harpalus ussuricus Mlynar, 1979
- Harpalus ussuriensis Chaudoir, 1863
- Harpalus vanemdeni Schauberger, 1932
- Harpalus venator Boheman, 1848
- Harpalus ventralis Leconte, 1848
- Harpalus vereschaginae Kataev, 1988
- Harpalus vernicosus Kataev & Liang, 2007
- Harpalus viridanus Motschulsky, 1844
- Harpalus viridicupreus Reiche, 1843
- Harpalus vittatus Gebler, 1833
- Harpalus wadiensis Jedlicka, 1964
- Harpalus wohlberedti Emden & Schauberger, 1932
- Harpalus xanthopus Gemminger & Harold, 1868
- Harpalus xinjiangensis Huang; Hu & Sun, 1994
- Harpalus yinchuanensis Huang, 1993
- Harpalus zabroides Dejean, 1829
- Harpalus zhdankoi Kataev, 1990